# 테드 드완
테드 드완(Ted Dewan, 1961년 ~ )은 영국의 아동문학가이자 삽화가이다. 미국 매사추세츠주 보스턴 출신이며, 현재는 잉글랜드에서 거주하고 있다.